# AOK Hessen
Als AOK – Die Gesundheitskasse in Hessen (AOK Hessen) bezeichnet sich die Allgemeine Ortskrankenkasse für das Land Hessen. Sie ist eine Kranken- und Pflegekasse.

## Geschichte
Gegründet wurde die AOK zum 1. Oktober 1993 nach dem Zusammenschluss von 20 selbstständigen hessischen AOKn mit dem damaligen Landesverband. Grundlage dafür war die Verordnung zur Vereinigung der hessischen Allgemeinen Ortskrankenkassen zu einer landesweiten Allgemeinen Ortskrankenkasse in Hessen und Bestimmung der Region vom 9. September 1993. Die vormaligen AOKn waren:
- AOK Darmstadt-Dieburg
- AOK für den Landkreis Bergstraße
- AOK für Stadt und Kreis Offenbach am Main
- AOK Fulda
- AOK Gießen
- AOK Hersfeld-Rotenburg
- AOK Hochtaunus
- AOK Kassel
- AOK Landkreis Groß-Gerau
- AOK Lahn-Dill
- AOK Limburg-Weilburg
- AOK Main-Kinzig
- AOK Marburg-Biedenkopf
- AOK Odenwaldkreis
- AOK Region Frankfurt am Main und Wetteraukreis
  - am 1. Januar 1993 aus Fusion der AOK Frankfurt und der AOK Wetteraukreis hervorgegangen[7]
- AOK Schwalm-Eder
- AOK Vogelsbergkreis
- AOK Waldeck-Frankenberg
- AOK Werra-Meißner
- AOK Wiesbaden-Rheingau-Taunus

Die AOK Hessen ist die mitgliederstärkste Krankenkasse in Hessen. Im Jahr 2009 wurde AGIDA – Die Direkte der AOK Hessen als Zweitmarke geschaffen. Die AOK Hessen beabsichtigte, zum 1. Januar 2011 mit der AOK Plus zu fusionieren. Der Verwaltungsrat der AOK Plus beendete jedoch im November 2010 die Fusionsverhandlungen.

## Beschreibung
Die Direktion der AOK Hessen hat ihren Sitz in Bad Homburg vor der Höhe. In 49 Kundencentern sowie über Contactcenter werden über 1.700.000 Versicherte (davon ungefähr 1.300.000 Mitglieder) und über 140.000 Firmenkunden betreut. Der Marktanteil beträgt ca. 31 Prozent. Im Jahr 2023 betrug das Finanzvolumen der Körperschaft, sowohl Gesetzliche Krankenversicherung als auch Soziale Pflegeversicherung umfassend, 19,128 Mrd. Euro.
Ein eigenes Bildungszentrum in Homberg/Ohm stellt eine umfangreiche Aus- und Weiterbildung des Personals sicher. In Kooperation mit der Technischen Hochschule Mittelhessen wird außerdem ein duales Studium (Fachrichtung Krankenversicherungsmanagement) unter dem Namen „AOK StudiumPlus“ angeboten, mit Abschluss Bachelor of Arts (B.A.).

## Beitragssätze
Seit 1. Januar 2009 werden die Beitragssätze vom Gesetzgeber einheitlich vorgegeben. Die AOK erhebt seit 2015 einen Zusatzbeitrag, dieser beträgt seit dem 1. Januar 2025 2,49 Prozent.